# Kleptografie
Kleptografie (podle starořeckého κλέπτειν – kleptein – krást) je část kryptografie s přesahem do steganografie, která se zabývá vytvářením šifer a protokolů, v nichž si jejich tvůrce ponechá pro své potřeby zadní vrátka nezneužitelná jinými útočníky. Jinými slovy řečeno, jedná se o umění vytvořit zdánlivě bezpečnou šifru, jejíž nedokonalost uživatel neprohlédne a bude ji používat přesvědčen o dobrém zabezpečení své komunikace, jejíž obsah ovšem bude bez jeho vědomí dostupný navíc tvůrci šifry a nikomu jinému. Klíčové je zajištění zadních vrátek prostředky asymetrické kryptografie – pouze tvůrce šifry zná soukromý klíč, který mu umožní zadní vrátka využít.
S názvem kleptografie přišli Adam Youn a Moti Young v roce 1996.